# Serra Llarga (Forallac)
La Serra Llarga és una serra situada al municipi de Forallac a la comarca del Baix Empordà, amb una elevació màxima de 288 metres.